# Regionalwahl in Apulien 1985
Die Regionalwahl in Apulien 1985 fand am 12. und 13. Mai statt.

## Wahlergebnis
| Listen            | Listen                                        | Stimmen   | %    | Mandate |
| ----------------- | --------------------------------------------- | --------- | ---- | ------- |
|                   | Democrazia Cristiana                          | 912.923   | 38,4 | 20      |
|                   | Partito Comunista Italiano                    | 580.805   | 24,4 | 13      |
|                   | Partito Socialista Italiano                   | 357.733   | 15,0 | 8       |
|                   | Movimento Sociale Italiano – Destra Nazionale | 244.474   | 10,3 | 5       |
|                   | Partito Socialista Democratico Italiano       | 104.858   | 4,4  | 2       |
|                   | Partito Repubblicano Italiano                 | 77.019    | 3,2  | 1       |
|                   | Partito Liberale Italiano                     | 41.627    | 1,8  | 1       |
|                   | Lista Verde                                   | 25.151    | 1,1  | –       |
|                   | Democrazia Proletaria                         | 19.011    | 0,8  | –       |
|                   | Liga Veneta – Alleanza Italiana Pensionati    | 6.527     | 0,3  | –       |
|                   | UV – Partito Democratico – UPAP – Ecologia    | 5.304     | 0,2  | –       |
|                   | Partito Nazionale Pensionati                  | 1.540     | 0,1  | –       |
|                   | Partito Nazionale Pensionati – Lokale Liste   | 1.141     | 0,0  | –       |
| Gesamt            | Gesamt                                        | 2.378.113 | 100  | 50      |
|                   |                                               |           |      |         |
| Ungültige Stimmen | Ungültige Stimmen                             | 171.724   | 6,7  |         |
| Wähler            | Wähler                                        | 2.549.837 | 86,9 |         |
| Wahlberechtigte   | Wahlberechtigte                               | 2.934.241 |      |         |